# Kulsoom Nawaz Sharif
Pour les articles homonymes, voir Sharif.
Kulsoom Nawaz Sharif (en ourdou : كلثوم نواز شريف)  ou plus simplement Kulsoom Nawaz, née Begum Kulsoom Rehana Butt le 29 mars 1950 à Lahore et morte le 11 septembre 2018 à Londres, est une femme politique pakistanaise. 
Elle est la conjointe du dirigeant pakistanais Nawaz Sharif, personnalité phare depuis la fin des années 1980. Elle est membre de la Ligue musulmane du Pakistan (N). Elle est donc Première dame du Pakistan durant les trois mandats de Premier ministre de son époux. Le 17 septembre 2017, elle est élue députée de l'Assemblée nationale à Lahore.

## Biographie

### Famille et éducation
Issue d'une famille cachemirie, Begum Kulsoom Rehana Butt se marie avec Nawaz Sharif, qui deviendra une personnalité politique importante durant les années 1980. Ayant suivi des études à l'université du Pendjab, Kulsoom obtient un master en langue ourdou en 1970. Elle est la belle-sœur de Shehbaz Sharif, Premier ministre à plusieurs reprises, et ainsi la tante par alliance d'Hamza Shehbaz Sharif.
Elle est la mère de quatre enfants : l'aînée Maryam Nawaz Sharif née en 1973 ainsi que Asma, Hassan et Hussain. Elle devient l'épouse du chef du gouvernement le 1er novembre 1990, quand son mari devient Premier ministre, et jusqu'au 18 juillet 1993. Elle l'est de nouveau entre 1997 et 1999 puis entre 2013 et 2017.

### Carrière politique
Alors que son mari Nawaz Sharif est renversé par le coup d'État du 12 octobre 1999 mené par le général Pervez Musharraf, Kulsoom Nawaz assure la présidence de la Ligue musulmane du Pakistan (N) jusqu'en 2002. Alors que son époux est emprisonné puis contraint à l'exil, elle mène des rassemblements politiques pour s'opposer au nouveau régime militaire.
En août 2017, elle est diagnostiquée d'un cancer de la gorge.
Kulsoom Nawaz Sharif fait une entrée fulgurante dans la politique nationale quand elle se porte candidate à la circonscription no 120 de l'Assemblée nationale, située dans la ville de Lahore. Il s'agit de la circonscription pour laquelle son mari Nawaz a été déchu par la Cour suprême pour falsification de documents censés prouvés son innocence dans une enquête pour évasion fiscale. Alors qu'il perd également son poste de Premier ministre, Kulsoom est pressentie pour lui succéder si elle devient députée. Le 17 septembre 2017, elle remporte le scrutin assez largement, face à une autre femme du Mouvement du Pakistan pour la justice, avec 59 413 voix contre 46 145. Hospitalisée pour son cancer, elle ne peut cependant pas faire campagne, et sa fille Maryam Nawaz Sharif s'en charge à sa place.

### Mort
Elle meurt à Londres le 11 septembre 2018 des suites de son cancer alors que son mari et sa fille sont emprisonnés depuis le 13 juillet après leur condamnation judiciaire pour évasion fiscale.